# Doručak na travi
Doručak na travi (francuski: Déjeuner sur l'herbe), izvornog naziva Kupanje, je slika Edouarda Maneta iz 1863. g. koja se smatra prvom slikom moderne umjetnosti, a svrstavaju je i u realizam i impresionizam.

## Povijest
Manetova slika je odbijena na izložbi Salona u Parizu 1863. god. i bila je jedna od slika zbog koje je Car dozvolio izložbu odbijenih radova (Salon des Refusés). 
Danas se nalazi u muzeju d'Orsay u Parizu, u kojemu se nalazi najveća kolekcija impresionističkih slika.

## Odlike
Na slici Manet suprotstavlja suvremeni moral u liku odjevenih muškaraca s nagim likom žene u prirodnom okolišu. Položaj figura Manet je preuzeo s bakropisa Marcantonija Raimondija, koji je prikazivao detalj Riječnih bogova s Rafaelove slike "Parisov sud". Kao što je i Paris odabrao zlatnu jabuku dati, ne božici, nego odvažnoj djevojci koja se usudila biti "žena svog vremena", tako se Manet posvetio slikanju "istinite stvarnosti" namjesto akademskog romantizma.
Manet ovom anti-akademskom slikom nije želio prikazati stvarni događaj, nego objaviti vizualni manifest umjetničke slobode jer je ona prva slika u kojoj slikar slobodno kombinira bilo koje elemente radi estetskog dojma. To je početak shvaćanja larpurlartizma tj. načela "umjetnost radi umjetnosti" koje je zavladalo kasnije i posijalo razdor između konzervativaca i naprednih umjetnika do kraja 19. st. 
Po Manetu, slika treba biti "čisto slikarstvo" poteza kista, a ne tradicionalni "prozor u svijet", te su njegove slike lišene opisnih sjena, pa čak i okoline uopće. Brojni dosadni tonovi zelenila i baršunaste crne postoje samo kako bi istakli obrise likova. To je očito u ženskoj figuri u prvom planu koja je naslikana izrazito plošno, poput žena s japanskih drvoreza koji su upravo bili uvažavani u Parizu tog doba. 
Vidjevši sliku, književnik Émile Zola je opisao kao "komad prirode viđen kroz temperament". Kasnije je Zola objasnio Manetov pristup slikanju u kojemu je opisao kako Manet nikada ne zna kako će slika ispasti na kraju. Manet je razvio način slikanja koji on naziva "iskrenim", "istinitim" i "samo-izrazom". 
Užasnut nedovršenim izgledom ove slike reakcionarni kritičar, Ernest Chesneau, je u svom eseju (koji se tada preporučao na francuskoj akademiji likovnih umjetnosti, École des Beaux-Arts) proročki izjavio da ako se ovakav stil nastavi uskoro će se slike sastojati ni od čega drugog doli od dvaju širokih obojenih ploha.
I doista, ova slika se smatra prvom u kojoj je umjetnik započeo slikati spontano i slobodno, te eksperimentirati dok slika u potrazi za novim načinima izražavanja. Dakle, pristup slikarstvu koji je svojstven većini slikara na početku 20. stoljeća, te će naposljetku dovesti do apstraktne umjetnosti.